# Shuru Bulo
Shuru Bulo (ur. 27 czerwca 1998) – etiopska lekkoatletka specjalizująca się w biegach długich.
W 2015 zdobyła srebro mistrzostw Afryki juniorów, a cztery miesiące później triumfowała na światowych mistrzostwach juniorów młodszych w Cali.

## Osiągnięcia
| Rok  | Impreza                               | Miejsce     | Konkurencja         | Lokata     | Wynik   |
| ---- | ------------------------------------- | ----------- | ------------------- | ---------- | ------- |
| 2015 | Mistrzostwa Afryki juniorów           | Addis Abeba | bieg na 3000 metrów | 2. miejsce | 9:34,48 |
| 2015 | Mistrzostwa świata juniorów młodszych | Cali        | bieg na 3000 metrów | 1. miejsce | 9:01,12 |

## Rekordy życiowe
- Bieg na 3000 metrów – 9:01,12 (2015)
- Bieg na 5000 metrów – 14:58,20 (2017)